# Bijagua
Bijagua es un distrito del cantón de Upala, en la provincia de Alajuela, de Costa Rica.
Está ubicado entre los volcanes Tenorio y Miravalles, parte de la Cordillera de Guanacaste. Su localidad, hace que sea un lugar donde colinda una increíble biodiversidad tanto del Caribe y como del Pacífico. Su cercanía con el Parque Nacional Tenorio, más conocido como Río Celeste, lo hace un destino turístico muy interesante. 
Sus principales actividades de desarrollo son el turismo, la agricultura y un poco de ganadería.

## Geografía
Bijagua cuenta con un área de 186,8 km² y una altitud media de 430 m s. n. m.

## Demografía
Para el año 2022, Bijagua cuenta con una población estimada de 5476 habitantes, y para el último censo efectuado, en 2011, Bijagua contaba con una población de 4538 habitantes.

## Localidades
- Barrios:Asentamiento Altamira, Carlos Vargas.
- Poblados: Ángeles, Achiote, Cuesta Pichardo, Chorros, Florecitas, Flores, Higuerón, Jardín, Macho, Pata de Gallo (San Cristóbal) (parte), Pueblo Nuevo, Reserva, San Miguel, Santo Domingo, Zapote.

## Transporte

### Carreteras
Al distrito lo atraviesan las siguientes rutas nacionales de carretera:
- Ruta nacional 6